# Harvey Cedars
Harvey Cedars é um distrito localizado no estado americano de Nova Jérsei, no Condado de Ocean.

## Demografia
Segundo o censo americano de 2000, a sua população era de 359 habitantes.
Em 2006, foi estimada uma população de 389, um aumento de 30 (8.4%).

## Geografia
De acordo com o United States Census Bureau tem uma área de
3,1 km², dos quais 1,4 km² cobertos por terra e 1,7 km² cobertos por água.

## Localidades na vizinhança
O diagrama seguinte representa as localidades num raio de 12 km ao redor de Harvey Cedars.